# École de Pont-Aven
L'École de Pont-Aven regroupe a posteriori sous une même étiquette, différents artistes venus régulièrement peindre à Pont-Aven, qui n’était alors qu’un petit bourg breton de 1 500 habitants situé entre Concarneau et Quimperlé, dans le sud-est du Finistère en Bretagne, à la fin du XIXe siècle.
Les artistes les plus connus ont été Paul Gauguin (arrivé en 1886), Émile Bernard, Paul-Émile Colin, Paul Sérusier, Charles Filiger, Maxime Maufra, Henry Moret, Ernest de Chamaillard, Louis Roy. Les styles de peinture les plus variés, du synthétisme de Félix Jobbé-Duval au post-impressionnisme de Maxime Maufra ont été pratiqués.

## Histoire
Bien avant les années 1880, de nombreux artistes étrangers avaient pris également pension, surtout en été, à Pont-Aven, en particulier des Américains, comme Robert Wylie (qui découvre l'endroit et convainc certains collègues anglo-saxons de l'accompagner), des Britanniques et des Polonais. Des marchands de couleurs et des galeries s’installent et la municipalité encourage le mouvement en autorisant les débits de boissons à rester ouverts jusqu’à 22 heures.
Comme les autres aubergistes locaux, Julia Guillou (1848-1927) surnommée « Mademoiselle Julia », propriétaire de l’hôtel des Voyageurs, a compris le parti qu’elle pouvait tirer de l’afflux des peintres en construisant une annexe avec une nourriture de qualité et des prix bas. Comme en d’autres lieux publics, la salle à manger a été décorée par des artistes qui payent parfois en tableaux.
L'aubergiste bretonne, Angélique Marie Satre (1868-1932), surnommée « la belle Angèle », fut immortalisée en 1889 par Paul Gauguin dont l'œuvre, La Belle Angèle (1889), est conservée à Paris au musée d’Orsay.
Les artistes sont séduits par les paysages champêtres bordant parfois l’estuaire de l’Aven ou la belle côte rocheuse, ils prennent souvent pour modèles les habitants vaquant à leurs occupations ou les jeunes femmes qui acceptent de poser.
La pension Gloanec tenue par Marie-Jeanne Gloanec née Le Glouannec  (1839-1915), surnommée « la mère Gloanec » a également été un haut lieu de l’école et fut même l’endroit où se rencontrèrent Paul Gauguin et Émile Bernard.
Certains des peintres de l'École de Pont-Aven ont séjourné à la pension Julia, de Port Manec'h, à l'embouchure de l’Aven. Ils ont aussi fréquenté le village du Pouldu situé dans la commune de Clohars-Carnoët, à l’embouchure de la Laïta.

## Peintres de l'École de Pont-Aven
- Cuno Amiet (1868-1961)
- Louis Anquetin (1861-1932)
- Mogëns Ballin (1871-1914)
- Émile Bernard (1868-1941)
- Robert Bevan (1865-1925)
- Frederick Arthur Bridgman (1847-1928)
- Ernest de Chamaillard (1862-1931)
- Marie Luplau (1848-1925)
- Emilie Mundt (1842-1922)
- Georges Alfred Chaudet (1870-1899)
- Paul-Émile Colin (1867-1941)
- Maurice Denis (1870-1943)
- Émile Dezaunay (1854-1938)
- Arthur Wesley Dow (1857-1922)
- Charles Filiger (1863-1928)
- Elizabeth Forbes (1859-1912)
- Gad Frederik Clement (1867-1933)
- René Francillon (1876-1973)
- Paul Gauguin (1848-1903), arrivé en 1886
- Meyer de Haan (1852-1895)
- Thomas Alexander Harrison (1853-1930)
- Thomas Hovenden (1840-1895)
- André Jolly (peintre) 1882-1969
- Émile Jourdan (1860-1931)
- Charles Laval (1861-1894)
- Gustave Loiseau (1865-1935)
- Maxime Maufra (1861-1918)
- Henry Moret (1856-1913)
- Henry Mosler (1841-1920)
- Roderic O'Conor (1860-1940)
- Paul Peel (1860-1892)
- Frank Crawford Penfold (en) (1849-1921)
- Flavien-Louis Peslin (1847-1905)
- Ferdinand du Puigaudeau (1864-1930)
- John Recknagel (1870-1940)
- Louis Roy (1862-1907)
- Émile Schuffenecker (1851-1934)
- Armand Seguin (1869-1903)
- Paul Sérusier (1864-1927)
- Earl Shinn (en) (1838-1886)
- Wladyslaw Slewinski (1856-1918)
- Clement Nye Swift (1846-1918)
- Hermanus-Franciscus Van den Anker (1832-1883)
- Jan Verkade (1868-1946)
- Hubert Vos (1855-1935)
- Julian Alden Weir (1852-1919)
- Jens Ferdinand Willumsen (1863-1958)
- Robert Wylie (1839-1877)